# Limeray
Limeray és un municipi francès, situat al departament de l'Indre i Loira i a la regió de Centre – Vall del Loira. L'any 2007 tenia 1.083 habitants.

## Demografia

### Població
El 2007 la població de fet de Limeray era de 1.083 persones. Hi havia 458 famílies, de les quals 139 eren unipersonals (42 homes vivint sols i 97 dones vivint soles), 172 parelles sense fills, 126 parelles amb fills i 21 famílies monoparentals amb fills.
La població ha evolucionat segons el següent gràfic:
Habitants censats

### Habitatges
El 2007 hi havia 562 habitatges, 469 eren l'habitatge principal de la família, 48 eren segones residències i 45 estaven desocupats. 517 eren cases i 35 eren apartaments. Dels 469 habitatges principals, 380 estaven ocupats pels seus propietaris, 74 estaven llogats i ocupats pels llogaters i 15 estaven cedits a títol gratuït; 5 tenien una cambra, 38 en tenien dues, 91 en tenien tres, 140 en tenien quatre i 194 en tenien cinc o més. 375 habitatges disposaven pel capbaix d'una plaça de pàrquing. A 215 habitatges hi havia un automòbil i a 195 n'hi havia dos o més.

### Piràmide de població
La piràmide de població per edats i sexe el 2009 era:
| Homes | Edats   | Dones |
| ----- | ------- | ----- |
| 0     | 95 o +  | 0     |
| 4     | 90 a 94 | 12    |
| 4     | 85 a 89 | 8     |
| 0     | 80 a 84 | 4     |
| 20    | 75 a 79 | 40    |
| 36    | 70 a 74 | 32    |
| 40    | 65 a 69 | 36    |
| 16    | 60 a 64 | 20    |
| 12    | 55 a 59 | 16    |
| 48    | 50 a 54 | 16    |
| 36    | 45 a 49 | 52    |
| 28    | 40 a 44 | 24    |
| 32    | 35 a 39 | 28    |
| 24    | 30 a 34 | 48    |
| 32    | 25 a 29 | 20    |
| 24    | 20 a 24 | 12    |
| 24    | 15 a 19 | 20    |
| 20    | 10 a 14 | 16    |
| 24    | 5 a 9   | 40    |
| 20    | 0 a 4   | 52    |

## Economia
El 2007 la població en edat de treballar era de 662 persones, 496 eren actives i 166 eren inactives. De les 496 persones actives 444 estaven ocupades (241 homes i 203 dones) i 53 estaven aturades (21 homes i 32 dones). De les 166 persones inactives 62 estaven jubilades, 48 estaven estudiant i 56 estaven classificades com a «altres inactius».

### Ingressos
El 2009 a Limeray hi havia 472 unitats fiscals que integraven 1.149 persones, la mediana anual d'ingressos fiscals per persona era de 18.811 €.

### Activitats econòmiques
Dels 36 establiments que hi havia el 2007, 3 eren d'empreses alimentàries, 1 d'una empresa de fabricació de material elèctric, 7 d'empreses de construcció, 6 d'empreses de comerç i reparació d'automòbils, 2 d'empreses de transport, 4 d'empreses d'hostatgeria i restauració, 1 d'una empresa d'informació i comunicació, 4 d'empreses immobiliàries, 2 d'empreses de serveis, 4 d'entitats de l'administració pública i 2 d'empreses classificades com a «altres activitats de serveis».
Dels 12 establiments de servei als particulars que hi havia el 2009, 1 era una oficina de correu, 1 taller de reparació d'automòbils i de material agrícola, 3 paletes, 1 guixaire pintor, 2 fusteries, 1 lampisteria, 1 perruqueria, 1 agència immobiliària i 1 saló de bellesa.
Dels 2 establiments comercials que hi havia el 2009, 1 era una gran superfície de material de bricolatge i 1 una botiga de menys de 120 m².
L'any 2000 a Limeray hi havia 33 explotacions agrícoles que ocupaven un total de 940 hectàrees.

## Equipaments sanitaris i escolars
L'únic equipament sanitari que hi havia el 2009 era una farmàcia.
El 2009 hi havia una escola elemental.

## Poblacions més properes
El següent diagrama mostra les poblacions més properes.